# Paul Bonte
Paul Bonte (* 12. Juli 1862 in Lindow; † 10. März 1940 in Potsdam) war ein deutscher Marineobergeneralarzt der Kaiserlichen Marine.

## Leben
Bonte studierte am Medicinisch-chirurgischen Friedrich-Wilhelm-Institut Medizin. Am 12. Dezember 1881 wurde er Fuchs im Pépinière-Corps Franconia. Am 30. Juni 1885 erhielt er die Corpsschleife. Zum Dr. med. promoviert, trat er als Einjährig-Freiwilliger Marinearzt in die Kaiserliche Marine. Zuletzt fungierte Bonte als Garnisonsarzt und Vorstand des Sanitätsdepots Kiel. Als Marinegeneralarzt wurde er am 13. Oktober 1913 zur Disposition gestellt.
Während des Ersten Weltkriegs wurde Bonte als z.D.-Offizier wiederverwendet. Er war zunächst von September 1914 bis April 1916 Festungsdelegierter der freiwilligen Krankenpflege in Wilhelmshaven und ab Ende Mai 1916 beim Kommando der Marinestation der Nordsee tätig. Hier fungierte Bonte als stellvertretender Chef des Sanitätsamtes und Stationsarzt. Mitte Januar 1917 wurde er dem Sanitätsamt der Marinestation der Nordsee zugeteilt. Von August bis November 1918 stand Bonte zur Verfügung des Stationsarztes der Marinestation der Nordsee. Nach Kriegsende wurde seine Mobilmachungsbestimmung aufgehoben und Bonte erhielt am 9. März 1920 noch den Charakter als Marineobergeneralarzt. Seinen Ruhestand verlebte er in Potsdam.